# Grendill
Grendill är en bergstopp i republiken Island. Den ligger i regionen Austurland, 300 km öster om huvudstaden Reykjavík. Toppen på Grendill är 1 563 meter över havet.
Grendill är den högsta punkten i trakten. Trakten runt Grendill är nära nog obefolkad, med mindre än två invånare per kvadratkilometer. Det finns inga samhällen i närheten. Trakten runt Grendill är permanent täckt av is och snö.